# Chantelle (tổng)
Tổng Chantelle là một tổng ở tỉnh Allier trong vùng Auvergne-Rhône-Alpes.

## Địa lý
Tổng này được tổ chức xung quanh Chantelle thuộc quận Moulins. Độ cao thay đổi từ 241 m (Chareil-Cintrat) đến 467 m (Voussac) với độ cao trung bình 357 m.

## Hành chính
| Giai đoạn | Ủy viên      | Đảng | Tư cách                  |
| --------- | ------------ | ---- | ------------------------ |
| 28        | André Bidaud | UDF  | thị trưởng của Chantelle |

## Các đơn vị cấp dưới
Tổng Chantelle gồm 15 xã với dân số là 4 870 người (điều tra năm 1999, dân số không tính trùng)
| Xã                      | Dân số | Mã bưu chính | Mã insee |
| ----------------------- | ------ | ------------ | -------- |
| Barberier               | 107    | 03140        | 03016    |
| Chantelle               | 1 040  | 03140        | 03053    |
| Chareil-Cintrat         | 317    | 03140        | 03059    |
| Charroux                | 330    | 03140        | 03062    |
| Chezelle                | 142    | 03140        | 03075    |
| Deneuille-lès-Chantelle | 89     | 03140        | 03096    |
| Étroussat               | 605    | 03140        | 03112    |
| Fleuriel                | 311    | 03140        | 03115    |
| Fourilles               | 188    | 03140        | 03116    |
| Monestier               | 266    | 03140        | 03175    |
| Saint-Germain-de-Salles | 412    | 03140        | 03237    |
| Target                  | 249    | 03140        | 03277    |
| Taxat-Senat             | 210    | 03140        | 03278    |
| Ussel-d'Allier          | 146    | 03140        | 03294    |
| Voussac                 | 458    | 03140        | 03319    |

## Biến động dân số
| 1962                                                     | 1968  | 1975  | 1982  | 1990  | 1999  |
| -------------------------------------------------------- | ----- | ----- | ----- | ----- | ----- |
| 5 857                                                    | 6 374 | 5 560 | 5 087 | 4 910 | 4 870 |
| Nombre retenu à partir de 1962 : dân số không tính trùng |       |       |       |       |       |